# Liste der Mitglieder des Provinziallandtags der Provinz Schlesien (3. Sitzungsperiode)
Diese Liste nennt die Mitglieder des Provinziallandtags der Provinz Schlesien 1830.

## Hintergrund
Der Provinziallandtag der Provinz Schlesien trat in seiner 3. Sitzungsperiode vom 14. Februar 1830 bis zum 4. April 1830 zusammen. Der Landtagsabschied datiert vom 30. Dezember 1831.

## Liste der Abgeordneten
| Kurie                        | Wahlbezirk | Abgeordneter                                           | Anmerkung                                                                                          |
| ---------------------------- | --- | ------------------------------------------------------ | -------------------------------------------------------------------------------------------------- |
| Stand der Fürsten und Herren | Wilhelm Herzog von Braunschweig-Oels als Fürst zu Oels                                                                              | Moritz Heinrich von Prittwitz                          | Major a. D., Landrat auf Schmoltschütz                                                             |
| Stand der Fürsten und Herren | Johann I. Fürst von Liechtenstein als Fürst zu Troppau und Jägersdorf                                                               | Johannes Karl von Sedlnitzky                           | Landrat auf Löwitz                                                                                 |
| Stand der Fürsten und Herren | Herzogin Wilhelmine von Sagan | Ernst Vitzthum von Eckstädt                            | Landschaftsdirektor auf Theuderau                                                                  |
| Stand der Fürsten und Herren | Fürst von Hatzfeld | Hermann Anton von Hatzfeldt                            | auf Trachtenberg                                                                                   |
| Stand der Fürsten und Herren | Standesherrschaft Ober-Beuthen | Fürst Heinrich zu Carolath-Beuthen                     | Oberjägermeister und Obrist, Carolath                                                              |
| Stand der Fürsten und Herren | Victor Amadeus von Hessen-Rotenburg als Fürst von Ratibor                                                                           | Graf Andreas von Renard                                | Königlicher Kämmerer, auf Groß-Strehlitz                                                           |
| Stand der Fürsten und Herren | Fürstentum Pleß | Herzog Heinrich von Anhalt-Köthen                      | Generalmajor, Landtagsmarschall                                                                    |
| Stand der Fürsten und Herren | weitere Standesherrschaften: Wartenberg                                                                                             | 0                                                      | Die drei Söhne des verstorbenen Prinzen Biron von Curland waren noch minderjährig                  |
| Stand der Fürsten und Herren | weitere Standesherrschaften: Militsch                                                                                               | Graf Alexander Casimir von Matzahn                     | Erb-Oberkämmerer, Obrist, auf Militsch                                                             |
| Stand der Fürsten und Herren | weitere Standesherrschaften: Ober-Beuthen                                                                                           | Graf Carl Lazarus Henckel von Donnersmarck             | Ober-Land-Mundschenk, Obrist, zu Breslau                                                           |
| Stand der Fürsten und Herren | weitere Standesherrschaften: Goschütz                                                                                               | Graf Heinrich von Reichenbach                          | Erbland-Postmeister, zu Goschütz                                                                   |
| Stand der Fürsten und Herren | weitere Standesherrschaften: Muskau                                                                                                 | Fürst Hermann von Pückler-Muskau                       | Erb-Oberkämmerer, Obrist, zu Muskau                                                                |
| Stand der Fürsten und Herren | weitere Standesherrschaften: Kienast                                                                                                | 0                                                      | Graf Leopold von Schaffgotsch ließ sich durch Henkel von Donnersmarck und Pückler-Muskau vertreten |
| Ritterschaft                 | 11 bevorrechtigte Familienfideikommisse                                                                                             | Graf Ernst Karl Adolf von Dyhrn                        | Generallandschaftsdirektor, auf Reesewitz                                                          |
| Ritterschaft                 | Wahlbezirk Glogau | August Karl von Sydow                                  | auf Thamm                                                                                          |
| Ritterschaft                 | Wahlbezirk Glogau | Freiherr von Dyherrn-Czettritz und Neuhauß             | Landrat im Landkreis Freystadt i. Niederschles.                                                    |
| Ritterschaft                 | Wahlbezirk Glogau | Graf von Pottworowski                                  | auf Schwusen                                                                                       |
| Ritterschaft                 | Wahlbezirk Liegnitz | Graf Anton von Stolberg-Wernigerode                    | Obristleutnant, auf Kreppelhofe                                                                    |
| Ritterschaft                 | Wahlbezirk Liegnitz | Carl Otto                                              | Kanzler, auf Schlauphof                                                                            |
| Ritterschaft                 | Wahlbezirk Liegnitz | Franz Joseph von Mutius                                | Landschaftsdirektor, Kammerherr, auf Bertelsdorf                                                   |
| Ritterschaft                 | Wahlbezirk Hirschberg | Freiherr Otto von Zedlitz und Neukirch                 | Königlicher Major, auf Tiefhartmannsdorf                                                           |
| Ritterschaft                 | Wahlbezirk Hirschberg | Freiherr Wilhelm von Zedlitz-Neukirch                  | Königlicher Landrat im Kreis Schönau, auf Neukirch                                                 |
| Ritterschaft                 | Wahlbezirk Schweidnitz | Freiherr Hans Ernst Lüttwitz                           | Regierungspräsident, auf Gorkau                                                                    |
| Ritterschaft                 | Wahlbezirk Schweidnitz | Karl Wilhelm Aemilius Steinbeck                        | Oberbergrat, auf Muhrau                                                                            |
| Ritterschaft                 | Wahlbezirk Schweidnitz | Graf Ferdinand zu Stolberg-Wernigerode                 | Landrat, auf Peterswaldau                                                                          |
| Ritterschaft                 | Wahlbezirk Glatz | Graf Wilhelm von Magnis                                | auf Ullersdorf                                                                                     |
| Ritterschaft                 | Wahlbezirk Glatz | Adolph von Götzen                                      | Landschaftsdirektor, auf Scharfeneck                                                               |
| Ritterschaft                 | Wahlbezirk Breslau | Nicolaus Otto Ferdinand von Debschütz und Schadenwalde | Landrat im Landkreis Neumarkt, auf Ratschütz                                                       |
| Ritterschaft                 | Wahlbezirk Breslau | Graf Friedrich Rudolph August von Pfeil                | Landesältester, auf Nieder-Diersdorf                                                               |
| Ritterschaft                 | Wahlbezirk Breslau | August von Königsdorf                                  | Landrat im Landkreis Breslau, auf Koberwitz                                                        |
| Ritterschaft                 | Wahlbezirk Wohlau | Karl von Köckritz                                      | Landesältester, auf Sürchen                                                                        |
| Ritterschaft                 | Wahlbezirk Wohlau | Graf Hans von Carmer                                   | Landrat im Landkreis Guhrau, auf Rützen                                                            |
| Ritterschaft                 | Wahlbezirk Oels | Karl Gottlob Friedrich von Kessel                      | Direktor des königlichen Kreditinstituts, auf Raake                                                |
| Ritterschaft                 | Wahlbezirk Oels | Freiherr Ferdinand von Kloch                           | auf Massel                                                                                         |
| Ritterschaft                 | Wahlbezirk Brieg | Ludwig Heinrich Wilhelm von Ziegler                    | Regierungs- und Landrat, auf Dambrau                                                               |
| Ritterschaft                 | Wahlbezirk Brieg | Ferdinand Christoph von Reinersdorf                    | Geheimer Justizrat und Landschaftsdirektor, auf Reinersdorf                                        |
| Ritterschaft                 | Wahlbezirk Groß-Strehlitz | Freiherr Johann Gottlob von Reiswitz                   | Landschaftsdirektor zu Ratiborm auf Wendrin                                                        |
| Ritterschaft                 | Wahlbezirk Groß-Strehlitz | Graf Heinrich von Bethusy-Huc                          | auf Bankau                                                                                         |
| Ritterschaft                 | Wahlbezirk Ratibor | Freiherr Ernst von Rothkirch                           | General-Kommissarius, zu Breslau                                                                   |
| Ritterschaft                 | Wahlbezirk Ratibor | Wilhelm von Wrochem                                    | Landesältester, auf Pschow                                                                         |
| Ritterschaft                 | Wahlbezirk Neustadt | Freiherr Carl von Seherr-Thoß                          | Distrikts-Kommissarius, auf Moschen                                                                |
| Ritterschaft                 | Wahlbezirk Neustadt | Graf Ernst von Seherr-Thoß                             | Landesältester, auf Dobrau                                                                         |
| Ritterschaft                 | Wahlbezirk Neustadt | Friedrich Otto Josef von Lange                         | Landrat a. D im Landkreis Cosel, auf Teschenau                                                     |
| Ritterschaft                 | Wahlbezirk Görlitz | Ernst Eduard von Haugwitz                              | Landschaftsdirektor, auf Hermsdorf                                                                 |
| Ritterschaft                 | Wahlbezirk Görlitz | Wolfgang Ludwig von Kiesewetter                        | Leutnant, auf Reichenbach                                                                          |
| Ritterschaft                 | Wahlbezirk Görlitz | Adolph von Bose                                        | Landrat im Landkreis Lauban, auf Ober-Rudelsdorf                                                   |
| Ritterschaft                 | Wahlbezirk Görlitz | Wolfgang Ludwig von Gersdorf                           | Rittmeister a. D., auf Sanitz                                                                      |
| Ritterschaft                 | Wahlbezirk Görlitz | Otto von Schindel                                      | Kammerherr, auf Schönbrunn                                                                         |
| Ritterschaft                 | Wahlbezirk Görlitz | Bodo August Fedor von Oertzen                          | Rittmeister, auf Grobnitz                                                                          |
| Städte                       | Breslau | Donatus Gottlieb Menzel                                | Bürgermeister                                                                                      |
| Städte                       | Breslau | Carl Friedrich Wully                                   | Stadtverordneter                                                                                   |
| Städte                       | Breslau | Fr. Ertel                                              | |
| Städte                       | Brieg | Carl Theodor Ludwig                                    | Apotheker                                                                                          |
| Städte                       | Glogau | Weisbach                                               | Kaufmann                                                                                           |
| Städte                       | Grünberg | Bergmüller                                             | Kommerzienrat, Bürgermeister                                                                       |
| Städte                       | Liegnitz | Bornemann                                              | Medizinal-Assessor und Ratsherr                                                                    |
| Städte                       | Neisse | Franz Peukert                                          | Stadtältester und Kaufmann                                                                         |
| Städte                       | Schweidnitz | Carl Schmidt                                           | Kaufmann                                                                                           |
| Städte                       | Frankenstein, alternierend mit Glatz                                                                                                | Franz Polenz                                           | Bürgermeister aus Frankenstein                                                                     |
| Städte                       | Landshut, alternierend mit Hirschberg                                                                                               | Christ                                                 | Kaufmann und Stadtältester aus Landshut                                                            |
| Städte                       | Goldberg, alternierend mit Jauer | Länger                                                 | Schönfärber und Ratsherr aus Goldberg                                                              |
| Städte                       | Bunzlau, alternierend mit Sagan | Gläser                                                 | Stadtverordnetenvorsteher aus Bunzlau                                                              |
| Städte                       | Oppeln, alternierend mit Ratibor | August Beer                                            | Lederfabrikant aus Oppeln                                                                          |
| Städte                       | Görlitz | Samuel August Sohr                                     | Bürgermeister                                                                                      |
| Städte                       | Görlitz | Carl Heinrich Maurer                                   | Kaufmann                                                                                           |
| Städte                       | Lauban | Christian August Scholz                                | Lederhändler und Vorsteher der bürgerlichen Repräsentantschaft                                     |
| Städte                       | Freistadt, Naumburg am Bober, Neusalz, Neustädtel, Priebus, Primtenau, Schlawa, Sporottai und Deutsch-Wartenberg                    | Georg David Mathäi                                     | Bürgermeister in Neusalz                                                                           |
| Städte                       | Beuthen, Bolkenhayn, Hainau, Hohenfriedberg, Köben, Lüben, Parschwitz, Polkwitz, Raudten, Schönau                                   | Hirsemenzel                                            | Bürgermeister in Schönau                                                                           |
| Städte                       | Friedeberg, Greiffenberg, Kupferberg, Lähn, Liebenthal, Löwenberg, Naumburg am Queis, Schmiedeberg, Schömberg, Liebau               | Hauke                                                  | Kämmerer in Löwenberg                                                                              |
| Städte                       | Friedland, Gottesberg, Münsterberg, Nimptsch, Reichenbach, Silberberg, Freiburg, Waldenburg                                         | Köllner                                                | Leutnant und Kaufmann in Reichenbach                                                               |
| Städte                       | Habelschwerdt, Landeck, Lewin, Mittelwalde, Neurode, Reichenstein, Reinerz, Wartha, Weilhelmsthal, Münchelburg                      | Münnich                                                | Bürgermeister in Münchelburg                                                                       |
| Städte                       | Neumarkt, Ohlau, Ganth, Stehlen, Striegau, Wansen, Zobten                                                                           | Joseph Winter                                          | Bürgermeister in Ohlau                                                                             |
| Städte                       | Freihahn, Guhrau, Herrnstadt, Leubus, Militsch, Stroppen, Sulau, Trachenberg, Groß-Tschirnau, Winzig, Wohlau, Steinau               | Anton Franz Nachtigall                                 | Bürgermeister in Steinau                                                                           |
| Städte                       | Auras, Dyhrenfurth, Festenberg, Hundsfeld, Juliusburg, Medzibor, Oels, Prausnitz, Trebnitz, Polnisch-Wartenberg                     | Liebich                                                | Kaufmann und Stadtverordneter in Oels                                                              |
| Städte                       | Karlsmarkt, Konstadt, Kreuzburg, Namslau, Pitschen, Reichthal, Bernstadt, Löwen, Falkenberg                                         | Martin                                                 | Kämmerer und Kaufmann aus Ramslau                                                                  |
| Städte                       | Krappitz, Landsberg, Leschnitz, Lublinitz, Rosenberg, Groß-Strehlitz, Schurgast, Tost, Ujest, Kieferstädtl                          | Kienel                                                 | Bürgermeister in Rosenberg                                                                         |
| Städte                       | Ober-Beuthen, Guttentag, Gleiwitz, Kosel, Loslau, Nikolai, Pleß, Peisfretscham, Rybnik, Sohrau, Tarnowitz, Hultschin                | Joseph Gladzick                                        | Kämmerer in Gleiwitz                                                                               |
| Städte                       | Bauerwitz, Ober-Glogau, Katscher, Grottsau, Leobschütz, Neustadt, Ottmacherau, Patschau, Ziegenhals, Züls                           | von Adlersfeld                                         | Bürgermeister in Neustadt                                                                          |
| Städte                       | Städte der Oberlausitz: Halbau, Hoyerswerda, Marlissa, Muskau, Reichenbach, Rothenburg, Ruhland, Schönberg, Seidenberg, Wittichenau | Christian Prätorius                                    | Kämmerer in Hoyerswerda                                                                            |
| Landgemeinden                | Wahlbezirk Glogau | Christian Hirschfelder                                 | Gerichtsscholz, Schloin                                                                            |
| Landgemeinden                | Wahlbezirk Liegnitz | Lebrecht Traugott Wenzel                               | Zobten                                                                                             |
| Landgemeinden                | Wahlbezirk Liegnitz | Joseph Theodor Hübner                                  | Erbscholteibesitze, Birngrütz                                                                      |
| Landgemeinden                | Wahlbezirk Hirschberg | Thomas                                                 | Erbscholteibesitzer, Hertwigswaldau                                                                |
| Landgemeinden                | Wahlbezirk Schweidnitz | Schmidt                                                | Erbscholteibesitzer, Nieder-Salzbrunn                                                              |
| Landgemeinden                | Wahlbezirk Glatz | Joseph Hertwig                                         | Gutsbesitzer, Schlottendorf                                                                        |
| Landgemeinden                | Wahlbezirk Breslau | Albert Pfeiler                                         | Freischolteibesitzer, Würben                                                                       |
| Landgemeinden                | Wahlbezirk Wohlau | Winkler                                                | Gerichtsscholz, Domnitz                                                                            |
| Landgemeinden                | Wahlbezirk Oels | Basset                                                 | Erbscholteibesitzer, Groß-Zöllnig                                                                  |
| Landgemeinden                | Wahlbezirk Brieg | Johann Michael Böhm                                    | Kretschmer-Besitzer, Meschelle                                                                     |
| Landgemeinden                | Wahlbezirk Groß-Strehlitz | Anton Stöbel                                           | Freigutsbesitzer, Lubetzko                                                                         |
| Landgemeinden                | Wahlbezirk Ratibor | Carl Hein                                              | Erbscholz, Rosemitz                                                                                |
| Landgemeinden                | Wahlbezirk Neustadt | Alys Statgel                                           | Erb- und Gerichtsscholz, Hahndorf                                                                  |
| Landgemeinden                | Wahlbezirk Neustadt | Ignatz Hein                                            | Freigutsbesitzer, Mockau                                                                           |
| Landgemeinden                | Wahlbezirk Görlitz | Johann Traugott Frenzel                                | Erbpächter, Mittel-Zebelle                                                                         |
| Landgemeinden                | Wahlbezirk Görlitz | Johann Michael Schäfer                                 | Ortsrichter und Gasthofsbesitzer, Marckendorf                                                      |